# Dan Howell
Daniel James Howell (11 juni 1991, Winnersh) is een Britse youtuber, komiek, auteur en voormalige radiopresentator. Hij verwierf bekendheid met zijn youtube-kanalen danisnotonfire (later Daniel Howell) en DanAndPhilGAMES, waar hij samen met andere youtuber Phil Lester video's op post.

## Biografie
Howell groeide op in Winnersh in Berkshire. Hij werd protestants opgevoed door zijn grootmoeder, maar hij stopte met naar de kerk te gaan om naar het Wokingham Youth Theatre te kunnen gaan op zondagen. Na een tussenjaar in 2009 begon hij aan een rechtenstudie aan de Universiteit van Manchester in 2010, maar in 2011 stopte hij met studeren om volledig in te zetten op youtube. Sinds 2011 woont Howell samen met Phil Lester; het duo verhuisde in 2012 naar Londen.

## Carrière

### Youtube
Howell postte zijn eerste video "HELLO INTERNET" op danisnotonfire op 16 oktober 2009, na aanmoediging van "enkele vrienden" waaronder Phil Lester. Zijn kanaal verzamelde sindsdien meer dan zes miljoen abonnees en telt momenteel 155 video's. Naast danisnotonfire heeft Howell nog een tweede youtube-kanaal, danisnotinteresting, dat heden meer dan anderhalf miljoen abonnees telt. Op dit kanaal verschenen eerder kortere video's, zoals bloopers, maar ook liveshows werden er geüpload.
Op 1 mei 2017 veranderde Howell de naam van zijn kanaal in Daniel Howell. In een bijhorende video legde hij uit dat de eerdere naam vaak voor verwarring zorgde en dat hij afstand wilde nemen van een aantal elementen die verbonden waren aan de danisnotonfire-branding.
In de periode van 2019 tot 2022 zette Howell een stap terug van youtube voor zijn mentale gezondheid en om zich te kunnen focussen op enkele andere projecten. Af en toe verscheen hij in Lesters video's, zoals in januari 2021 in de video "We have something to tell you!" waar de twee aankondigden dat ze een huis gekocht hadden.
Howell kondigde zijn gedeeltelijke terugkeer aan met de video "Why I Quit Youtube", waarin hij zijn relatie met zijn werk, publiek, zichzelf en enkele projecten uit de doeken deed. Op het einde van de video kondigde hij een solo tour aan, We're All Doomed! Gedurende deze periode postte Howell ook een youtube-serie Dystopia Daily, een achttien delen tellende reeks waarin hij op cynische, satirische "typische youtuber-dingen" deed en verschillende gasten uitnodigde.

#### DanAndPhilGames
Op 12 september 2014 postte Howell samen met Phil Lester de eerste video op hun nieuwe, gezamenlijke youtube-kanaal dat gewijd was aan allerlei vormen van gamen. Voor een bepaalde periode was het kanaal officieel het snelst groeiende op youtube en in 2017 bereikte het kanaal de mijlpaal van drie miljoen abonnees. Momenteel staat deze teller terug op 2,89 miljoen.
DanAndPhilGames telde verschillende populaire series, waaronder hun Sims 4-reeks, Undertale, Golf with Friends, Spooky Week en Gamingmas. Verder was er ook een jarenlang doorlopende competitie, "Dan vs Phil", waar Howell en Lester het regelmatig tegen elkaar opnamen in allerlei verschillende spellen. Deze competitie eindigde in 2018 (met Lester als officiële winnaar) en datzelfde jaar kondigde het duo aan dat het youtube-kanaal voor onbepaalde tijd gepauzeerd zou worden, een pauze die samenviel met die van Howell zelf.
Na een cryptisch bericht op Twitter werd op 15 oktober 2023 de comedy sketch "Saying Goodbye Forever", geschreven door Howell, geüpload op DanAndPhilGames, de eerste upload in bijna vijf jaar. Deze sketch toonde een begrafenisceremonie voor het kanaal, dat verstoord werd door hun Sim "Dil". Hiermee kondigde het duo de terugkeer van het youtube-kanaal aan en sindsdien zijn er al meer dan honderd nieuwe video's geplaatst.
Het "GAMES" gedeelte in de naam van het kanaal werd sindsdien vrij licht genomen en Howell en Lester hebben aangekondigd dat ze aan het werken waren aan een 'rebrand', maar dat dit nog enkele maanden kon duren.Tot op heden heeft de rebrand nog niet plaatsgevonden.

#### DanAndPhilCrafts
Voor 1 april 2015 startten Howell en Lester een youtube-kanaal dat gewijd was aan knutselprojecten, genaamd DanAndPhilCrafts. Erop werd één met opzet amateuristische video gepost, waarin de twee sneeuwvlokken uit papier maakten. Het zinnetje "Don't cry, craft" uit de video werd een bekende meme op het internet door het enthousiasme van de fans, die het overal op youtube in reacties postten. Door de immense populariteit van het kanaal, dat nog steeds maar één enkele video telde, kreeg het in 2015 de "Youtube Silver Play Button".
In 2016 en 2017 volgden nog twee video's, respectievelijk "Glitter Faces" en "Potato Prints". Deze laatste, bedoeld als afsluiter van de trilogie, sloeg een enigzins absurde weg in door te eindigen met een offer aan een demon.
Op 1 april 2024 maakte ook dit kanaal een terugkeer met de video "Slime". Deze was mee gecreëerd door een vriend van Howell en Lester, PJ Liguori, en legde de nadruk op de horrorelementen uit de eerdere trilogie. "Slime" kreeg hierdoor een sterk "found footage"-kantje.

## Privéleven
Howell en Phil Lester leerden elkaar op het internet kennen in 2009, hoewel Howell al langer fan was van de andere youtuber. In oktober van dat jaar spraken ze voor het eerst in het echt af. Sinds augustus 2011 woont het duo samen, eerst in Manchester en later in Londen. In 2019, in de video waarin hij zijn seksualiteit besprak, stelde Howell dat hun relatie "meer dan slechts romantisch" was, maar hij wilde de exacte details van hun relatie privé houden. Sindsdien hebben de twee wel regelmatig grappen gemaakt over hun "onduidelijke" relatie, zoals in oktober 2024 waarin ze een internetmeme nadeden en deden alsof ze elkaar zoenden, of met 1 april 2025, toen de twee aankondigden dat Lester zwanger was van hun kind.
In oktober 2017 sprak Howell zich voor de eerste keer uit over zijn mentale gezondheid in de video "Daniel and Depression", waarin hij vertelde dat hij leed aan klinische depressie en uitlegde hoe zijn pad naar een betere mentale gezondheid eruit zag. Sindsdien heeft Howell zich meerdere keren ingezet voor dit doel: zo is hij een ambassadeur van de organisatie YoungMinds, nam hij deel in de anti-cyberpestencampagne Stop, Speak, Support van de Britse prins William en publiceerde hij in 2021 een boek in samenwerking met een psycholoog.
Op 13 juni 2019 postte Howell de video "Basically I'm Gay", waarin hij uitkwam als homoseksueel en queer. In de video besprak hij het pesten dat hij ervaarde gedurende zijn schooltijd, net zoals de externe en geïnternaliseerde homofobie waarmee hij geconfronteerd werd, in zulke mate dat hij als tiener een zelfmoordpoging ondernam. In deze video noemde hij Lester als persoon waarbij hij zich voor het eerst in zijn leven echt veilig voelde. Diezelfde maand kwam hij ook uit de kast naar zijn familie aan de hand van een email.